# Унтерлункхофен
Унтерлункхофен (нем. Unterlunkhofen) — коммуна в Швейцарии, в кантоне Аргау.
Входит в состав округа Бремгартен.  Население составляет 1244 человека (на 31 декабря 2007 года). Официальный код  —  4079.